# Ewert and The Two Dragons
Ewert and The Two Dragons är ett estniskt indierockband bildat i Tallinn 2009. Bandet består av Ewert Sundja (sång och keyboard), Erki Pärnoja (sång och gitarr), Kristjan Kallas (slagverk) och Ivo Etti (sång, bas, gitarr). 
Gruppen släppte sitt debutalbum, The Hills Behind the Hills, år 2009. Man följde upp debutalbumet genom att släppa sitt andra, Good Man Down, år 2011. 
Den 9 januari 2013 fick bandet pris vid European Border Breakers Award i holländska Groningen. De fick pris tillsammans med bland andra Emeli Sandé och Of Monsters and Men.

## Diskografi

### Album
- 2009 – The Hills Behind the Hills
- 2011 – Good Man Down

### Singlar
- 2009 – "The Hills Behind the Hills"
- 2010 – "Pastorale"
- 2010 – "What You Reap is What You Sow"
- 2011 – "(In the End) There's Only Love"
- 2011 – "Jolene"
- 2011 – "Sailor Man"
- 2011 – "Good Man Down"